# Isoparce
Isoparce is een geslacht van vlinders uit de familie pijlstaarten (Sphingidae).

## Soorten
- Isoparce cupressi (Boisduval, 1875)